# Меньков, Вадим Юрьевич
Вади́м Ю́рьевич Менько́в (12 февраля 1987, Тойтепа) — узбекский гребец-каноист, выступает за сборную Узбекистана с 2005 года. Участник двух летних Олимпийских игр, чемпион мира и Азии, четырёхкратный чемпион Азиатских игр, многократный победитель национальных первенств. Заслуженный спортсмен Республики Узбекистан.

## Биография
Вадим Меньков родился 12 февраля 1987 года в городе Тойтепа, Ташкентская область. Активно заниматься греблей начал в возрасте шестнадцати лет, проходил подготовку под руководством тренера Александра Пономарёва. Первого серьёзного успеха добился в 2005 году, когда завоевал несколько медалей на чемпионате Азии в малайзийском городе Путраджая, в том числе две золотые и две серебряные. Год спустя дебютировал на Кубке мира и выиграл две медали на Азиатских играх в Дохе, золотую и бронзовую. Ещё через год вновь стал чемпионом Азии и побывал на чемпионате мира в Дуйсбурге, где выступал сразу в шести дисциплинах, но ни в одной не смог попасть в число призёров.
Благодаря череде удачных выступлений удостоился права защищать честь страны на летних Олимпийских играх 2008 года в Пекине, участвовал в гонках одноместных каноэ на 500 и 1000 метров. В первом случае сумел дойти только до стадии полуфиналов, тогда как во втором боролся за медали в финале и финишировал в конечном счёте четвёртым. По итогам сезона получил почётное звание «Заслуженный спортсмен Республики Узбекистан».
После Олимпиады Меньков остался в основном составе узбекской национальной команды и продолжил ездить на крупнейшие международные соревнования. Так, в 2009 году он выиграл золотую медаль на чемпионате мира в Датрмуте, с одноместным каноэ пришёл к финишу первым на километровой дистанции, кроме того, занял первое место в общем индивидуальном зачёте каноистов на Кубке мира. В следующем сезоне на мировом первенстве в Познани вновь выиграл дистанцию 1000 метров и стал бронзовым призёром на дистанции 500 метров, также пополнил медальную коллекцию золотом с Азиатских игр в Гуанчжоу, где тоже был лучшим в одиночной километровой программе. В 2011 году на первенстве мира в Сегеде не смог защитить звание мирового чемпиона среди одиночек на тысяче метров, тем не менее, привёз с этих соревнований награду бронзового достоинства. При этом в итоговом рейтинге мирового кубка расположился на третьей строке.
Оставаясь лидером сборной, прошёл отбор на Олимпийские игры 2012 года в Лондон, в спринтерских гонках одиночек на 200 метров дошёл до утешительного финала «Б» и занял в итоге десятое место, в гонках на 1000 метров пробился в главный финал «А» и повторил результат четырёхлетней давности, финишировал четвёртым. В 2013 году на чемпионате мира в Дуйсбурге выиграл серебряную медаль на полукилометровой дистанции, в то время как на домашнем первенстве Азии в Самарканде взял сразу два золота, в заплывах одиночных каноэ на 500 и 1000 метров. В настоящее время остаётся членом национальной команды.
Имеет высшее образование, окончил Узбекский государственный институт физической культуры.